# Neotherevella arenaria
Neotherevella arenaria är en tvåvingeart som först beskrevs av Lyneborg 1976.  Neotherevella arenaria ingår i släktet Neotherevella och familjen stilettflugor.
Artens utbredningsområde är Namibia. Inga underarter finns listade i Catalogue of Life.